# Маркіза (фільм)
«Маркіза» («Marquise») — французький кінофільм 1997 року, знятий режисером Верою Бельмон, з Софі Марсо у головній ролі.

## Сюжет
Фільм розповідає історію бурхливого життя «маркізи» Дюпарк — пані, що мала погану репутацію під час правління короля Людовика XIV. Красуня і куртизанка, яка виросла в злиднях, зуміла звабити величезну кількість знатних чоловіків і досягти найвищого становища в суспільстві. Навіть Мольєр і Расін, як, утім, і сам «король-сонце» — Людовик XIV — не змогли встояти перед її чарівністю.

## У ролях
- Софі Марсо: Маркіза
- Ламбер Вільсон: Расін
- Бернар Жиродо: Мольєр
- Патрік Тімсі: Дю Парк
- Тьєррі Лермітт: Людовик XIV
- Анемон: Ла Вуазен
- Ремо Жироне: Жан-Батист Люллі
- Жорж Вільсон: Флоридор
- Франк де Лаперсон: Філіп д'Орлеанський
- Маріанна Баслер: Генрієтта Англійська
- Естель Скорнік: Марія
- Вікторія Пенья: Марія-Терезія Австрійська
- Крістін Жолі: Мадлен
- Анн-Марі Філіп: Катеріна де Брі
- Роміна Монделло: Арманда Бежар
- Стефан Буше: Луї Бежар
- Олів'є Ашар: Пан де Сен-Лу
- Патріс Меленнек: Джакомо де Горла, батько маркізи
- Беатріс Пальме: Женев'єва
- Франциско Казарес: Горгібус
- Гільєрмо Антон: Шарль
- Ерік Буше: Брекур
- Жак Патер: епізод
- Массімо Піттарелло: епізод
- Сімон Андреу: Абат де Коснак
- Карлотта Джазетті: Філе
- Мілаура Аллегріні: епізод
- Єва Бітун: епізод
- Антоніо Кантафора: епізод
- Джиневра Колонна: епізод
- Алексія Мюррей: епізод
- Франческа Де Роуз: епізод
- Фламінія Фегаротті: епізод
- Даніеле Ферретті: епізод
- Паоло Фоссо: епізод
- Сара Франкетті: мати Маркізи
- Емануела Гаруччо: епізод
- Мікаела Джустініані: епізод
- Лучано Лумінінеллі: епізод
- Луґґі Мартурано: епізод
- Емануела Мурарі: Мадемуазель
- Соня Акіно: епізод
- Луї Пер Бруно: Маркіз Леруа
- Жерар Мулівьє: епізод

## Знімальна група
- Режисер: Вера Бельмон
- Продюсер: Вера Бельмон
- Сценарій: Марсель Больє, Вера Бельмон, Жан-Франсуа Жослен
- Оператор: Жан-Марі Дрежу
- Композитор: Жорді Саваль
- Художник: Джанні Куаранта